# Евринома (дочь Ниса)
Еврино́ма или Эвринома (др.-греч. Εὐρυνόμη), по другой версии Евримеда или Эвримеда — персонаж древнегреческой мифологии. Дочь Ниса, жена Главка, мать Беллерофонта. По версии Аполлодора родила сына от Главка, а Гигина — от бога морей Посейдона. По «Каталогу женщин» Гесиода рукоделию Эвриному учила Афина. По желанию Афины Эвриному выбрал в жёны своему сыну Главку Сизиф, однако по воле богов у Сизифа не должно было быть потомства и поэтому Беллерофонт был рождён от Посейдона (согласно Гесиоду).
В честь Эвриномы назван астероид (79) Эвринома, открытый в 1863 году.